# Polyrhachis schellerichae
Polyrhachis schellerichae (лат.) — вид муравьёв рода полирахис (Polyrhachis) из подсемейства Formicinae (отряд перепончатокрылые). Малайский полуостров (Selangor).

## Описание
От прочих видов рода Polyrhachis отличается сильно вытянутой удлинённой формой головы (почти прямоугольной), особенно у самок (более чем втрое длиннее своей ширины). Длина тела рабочих около 9 мм (8,72—9,79), самок — около 13 мм (12,62—13,57), самцов — около 9 мм (7,94—9,22). Длина головы рабочих — 2,18—2,44 мм (ширина — 1,25—1,41), самок — 3,33—3,58 мм (ширина — 1,41—1,60). Соотношение ширины и длины головы (CI) у рабочих — 54—58, а у самок — 40—46. Грудь узкая, наиболее широка у пронотума, который у рабочих особей вооружён двумя шипами направленными вперёд. Ещё два более длинных и острых шипа (направленных назад) расположены на заднегрудке рабочих. Узелок петиоля также несёт два шипа, направленных назад. У самок есть только два небольших шипика на петиоле, а у самцов и они отсутствуют. Мандибулы с 5 зубцами. Основная окраска тела от чёрной до буроватой. Гнездятся в междоузлиях бамбука.
Вид относится к подроду Myrmhopla и к группе видов hector-group.

## Этимология
P. schellerichae назван в честь исследовательницы Ангелы Шеллерих (Miss Angela Schellerich), обнаружившей в 1993 году муравейник и собравшей типовую серию вида.